# پرابوته
پرابوته (به لاتین: Prabuty، تلفظ: [praˈbutɨ]) یک شهرک در لهستان است که در استان پومرانی واقع شده‌است.

## خصوصیات
پرابوته ۷٫۹۲ کیلومترمربع مساحت و ۸٬۴۸۸ نفر جمعیت دارد و ۹۰ متر بالاتر از سطح دریا واقع شده‌است.